# Ferenc Máté
Ferenc Máté nació en Transilvania, es autor de los clásicos náuticos From a Bare Hull, Shipshape y World's Best Sailboats; del best seller internacional The Hills of Tuscany (1999, de próxima publicación en Seix Barral); del ensayo divulgativo A Reasonable Life; de Un viñedo en la Toscana (Seix Barral, 2009), y de Ghost Sea, y Sea of Lost Dreams, una serie de novelas de aventuras. Ha residido en París, Vancouver, Roma y Nueva York. Actualmente reside en la Toscana, donde dirige una bodega. 
Un viñedo en la Toscana fue nombrado "Libro destacado del 2007" por The New York Times.

## Obras

### Un viñedo en la Toscana

#### Sinopsis
Ferenc y Candace Máté viven una existencia idílica en la Toscana, pero el verdadero sueño de Ferenc es crear su propio vino. Para conseguirlo necesitarán perseverancia, buen gusto y sobre todo la capacidad de reírse de uno mismo. En Montalcino encuentran un antiguo monasterio rodeado de potenciales viñedos, pero ese será solo el primer paso de un largo y tortuoso camino hacia el éxito.

#### Ficha técnica
- Colección: Biblioteca Abierta

- Formato: 13,3 x 23 cm

- Rústica con solapas

- 312 páginas

- ISBN: 978-84-322-3193-3

#### Citas
El lector sentirá una sensación de satisfacción y orgullo cuando el vino de los Máté sea nombrado el Vino Tinto Italiano del Año.
The New York Times

Con una prosa vigorosa, Máté es firme y vital, y su vino es su viva imagen.
The New Yorker

Máté relata con un prosa sincera y llena de humor cómo convirtió unas ruinas toscanas en una bodega reconocida mundialmente.
Publishers Weekly

Un soleado retrato con final de cuento de hadas.
Kirkus Reviews

Éste es el tipo de relato que enriquece el alma.
Seattle Post Intelligencer

### La sabiduría de la Toscana

#### Sinopsis
Ferenc Máté cuenta en este libro lo que todos soñamos alguna vez: abandona su vida urbana y comienza de cero en un lugar idílico. Un viñedo en la Toscana narraba la llegada y los inicios de Ferenc Máté en el mundo del vino. Aquí cuenta sus experiencias durante los más de veinte años que ha vivido en la Toscana tanto en el mundo del vino como en la vida en general.

#### Ficha técnica
- Colección: Biblioteca Abierta

- Formato: 13,3 x 23 cm

- Rústica con solapas

- 256 páginas

- ISBN: 978-84-322-0929-1

#### Citas
La sabiduría de la Toscana hará tu vida mejor, simplemente al recordar que la verdadera felicidad se encuentra al degustar tus propios alimentos y rodearte de buenos amigos.
The Washington Post

Una prosa vigorosa ... atractiva, robusta, decidida.
Mary Norris, The New Yorker

Leer este libro te inspirará para hacer realidad tus sueños, cualesquiera que sean.
Find the Found.org

A través de muchas anécdotas y deliciosas recetas, Máté ensalza el calor y la sencillez de su hogar de adopción.
San Francisco Book Review

Un libro que despierta los sentidos y el espíritu aventurero. Máté nos descubre cómo vivir bien, cómo despojarse de lo que nos es ajeno y dedicarnos de lleno a lo que es profundamente personal. Una idea encantadora en estos tiempos.
Martha Stewart, Living Radio

Uno de los mejores libros sobre Italia.
Truby Chiaviello, Primo

La sabiduría de la Toscana posee una creatividad pragmática, un sentido del humor cercano y un optimismo constante.
The Salt Lake Tribune